# وارنر میلر
وارنر میلر (به انگلیسی: Warner Miller) سناتور سابق عضو حزب جمهوری‌خواه ایالات متحده آمریکا بود. وی در سال ۱۸۸۱ تا ۱۸۸۷ میلادی سناتور ایالت نیویورک در سنای ایالات متحده آمریکا بود.